# Kolohe Andino
Pour les articles homonymes, voir Andino.
Kolohe Andino est un surfeur professionnel américain né le 22 mars 1994 à San Clemente, en Californie, aux États-Unis.

## Palmarès et résultats

### Saison par saison
- 2011 :
  - 1er du Vans Pier Classic à Huntington Beach (États-Unis)
  - 3e du Nike US Open of Surfing à Huntington Beach (États-Unis)
  - 3e du Sooruz Lacanau Pro à Lacanau (France)
  - 1er du Coastal Edge ECSC à Virginia Beach (États-Unis)
  - 1er du Super Surf International à Ubatuba (Brésil)
  - 1er du Quiksilver Brazil Open of Surfing à Rio de Janeiro (Brésil)
  - 1er du Fantastic Noodles Kangaroo Island Pro à Kingscote (Australie)

- 2013 :
  - 2e du Vans US Open of Surfing à Huntington Beach (États-Unis)
  - 3e du Azores SATA Airlines Pro à São Miguel (Açores)

- 2014 :
  - 2e du Billabong Rio Pro à Rio de Janeiro (Brésil)
  - 3e du Fiji Pro à Tavarua (Fidji)

- 2015 :
  - 1er du Shoe City Pro à Huntington Beach (États-Unis)
  - 1er du Hurley Australian Open à Manly Beach (Australie)
  - 1er du Allianz Billabong Pro Cascais à Cascais (Portugal)[1]

- 2016:
  - 2e du Quiksilver Pro Gold Coast à Gold Coast (Australie)
  - 3e du Quiksilver Pro France à Hossegor (France)
  - 3e du Meo Rip Curl Pro Portugal à Peniche (Portugal)
  - 3e du Billabong Pipe Masters à Banzai Pipeline sur le North Shore d'Oahu (Hawaï)

### Classements
| Année             | 2011 | 2012 | 2013 | 2014 | 2015 | 2016 |
| ----------------- | ---- | ---- | ---- | ---- | ---- | ---- |
| Championship Tour |      | 23e  | 26e  | 11e  | 25e  | 4e   |
| Qualifying Series | 24e  | 17e  | 17e  | 2e   | 313e |      |